# Emil Nykvist
Emil Nykvist (* 25. März 1997 in Sunne, Värmlands län) ist ein schwedischer Biathlet. Seit 2021 startet er regelmäßig im Weltcup.

## Sportliche Laufbahn
Emil Nykvist betreibt zwar schon seit 2013 Biathlon, nahm aber als Junior zunächst an nationalen Skilanglaufbewerben teil, bestes Ergebnis war hier ein dritter Rang im Mai 2016 in Torsby. Im selben Jahr bestritt er erstmals Jugendweltmeisterschaften und kam als bestes Ergebnis im Sprint auf Rang 26, im Jahr zuvor war er bereits Teilnehmer des Olympischen Jugendfestivals im Biathlon. Anfang 2018 gab der Schwede in Osrblie sein Debüt im IBU-Cup, weiterhin nahm er bis 2019 fast ausschließlich an Juniorenweltmeisterschaften teil. Den Winter 2019/20 bestritt Nykvist im IBU-Cup, kam aber nur in Ausnahmefällen in die Punkteränge. Nachdem der Schwede in der Saison 2020/21 fast keine Wettkämpfe bestritt, steigerte er im Folgewinter seine Leistungen: nach mehreren Top-30-Resultaten bekam er in Hochfilzen erstmals einen Einsatz im Weltcup und schloss den Sprint auf Rang 84 ab. Im März 2022 lief Emil Nykvist erstmals auf ein IBU-Cup-Podest, mit Ingela Andersson, Elisabeth Högberg und Henning Sjökvist ging es in Ridnaun auf den dritten Platz, wobei Nykvist die Staffel auf seiner Position in Führung brachte.

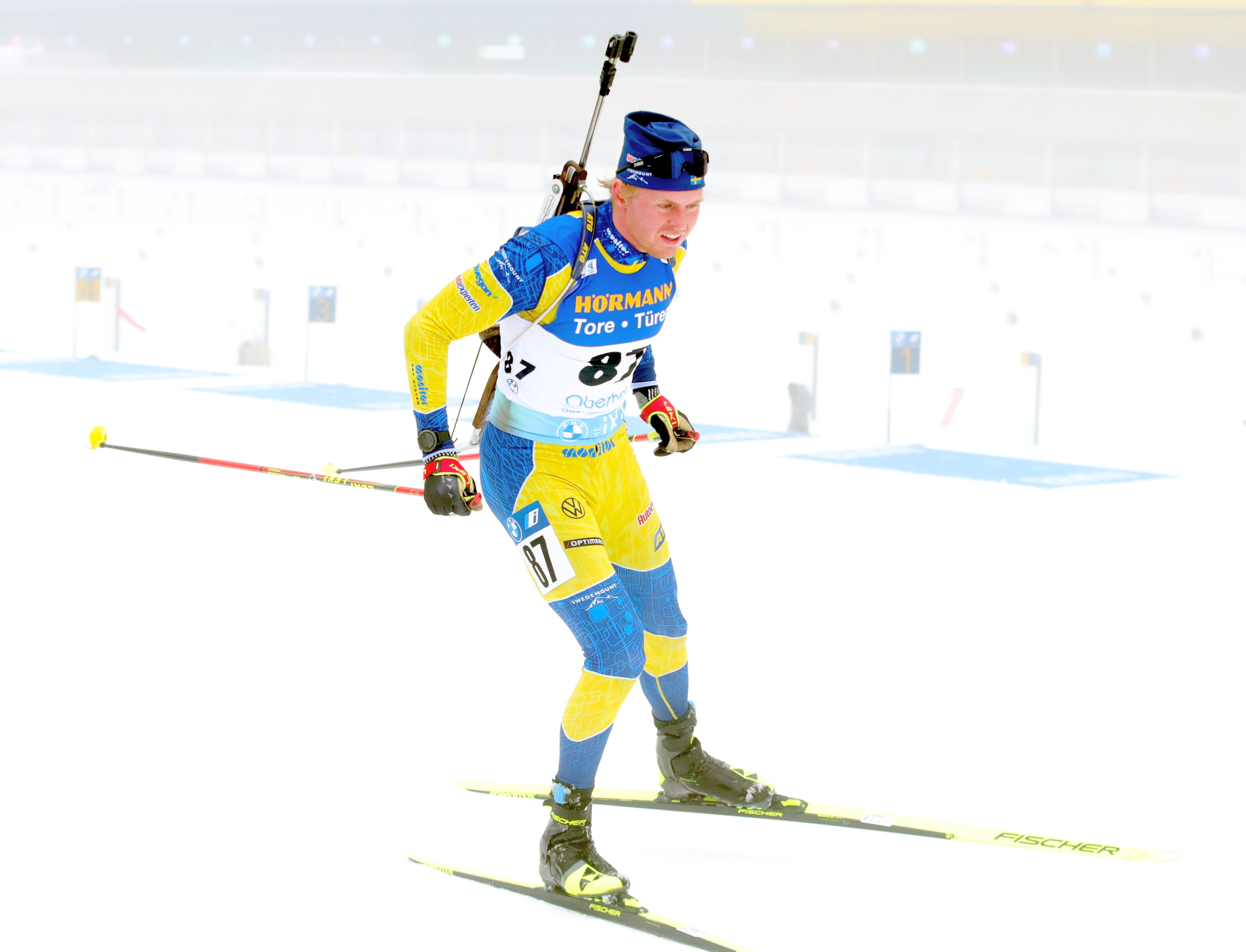
Nykvist während des WM-Sprints in Oberhof

Von Beginn der Saison 2022/23 an war der Schwede Teil des Weltcupteams und gewann beim Einzelrennen von Kontiolahti sowie im Sprint von Hochfilzen seine ersten Weltcuppunkte. Bestes Saisonergebnis wurde der 27. Rang im Sprint auf der Pokljuka, bei den Weltmeisterschaften in Oberhof war der Schwede in Einzel und Sprint startberechtigt. Nachdem er die beiden letzten Stationen krankheitsbedingt nicht mehr bestritten hatte, beendete Nykvist seine Saison als 69. der Weltrangliste. Da der Schwede anfangs des Winters 2023/24 im IBU-Cup mit zwei Top-10-Ergebnissen überzeugte und mit der Mixedstaffel zudem aufs Podest lief, bekam er im Dezember und Januar einige Weltcupeinsätze, wobei er in Oberhof mit der Herrenstaffel knapp am Podium vorbeilief und an gleicher Stelle mit Rang 27 im Verfolger sein bisheriges Bestresultat in einem Individualwettkampf einstellen konnte. Trotzdem wurde er Ende Januar 2024 wieder aus der Nationalmannschaft genommen und startete wieder im IBU-Cup sowie bei den Europameisterschaften, wo Platzierungen außerhalb der besten 30 resultierten.
Im Winter 2024/25 bestritt Nykvist recht wenige internationale Wettkämpfe. Seine einzigen Weltcuppunkte erzielte er in Antholz, stellte dort aber mit den Rängen 27 und 22 in Sprint und Verfolgung persönliche Bestleistungen auf. Erfolg hatte er bei den Europameisterschaften 2025, in deren Rahmen er im Einzel hinter Isak Frey und Fredrik Mühlbacher die Bronzemedaille gewann.

## Persönliches

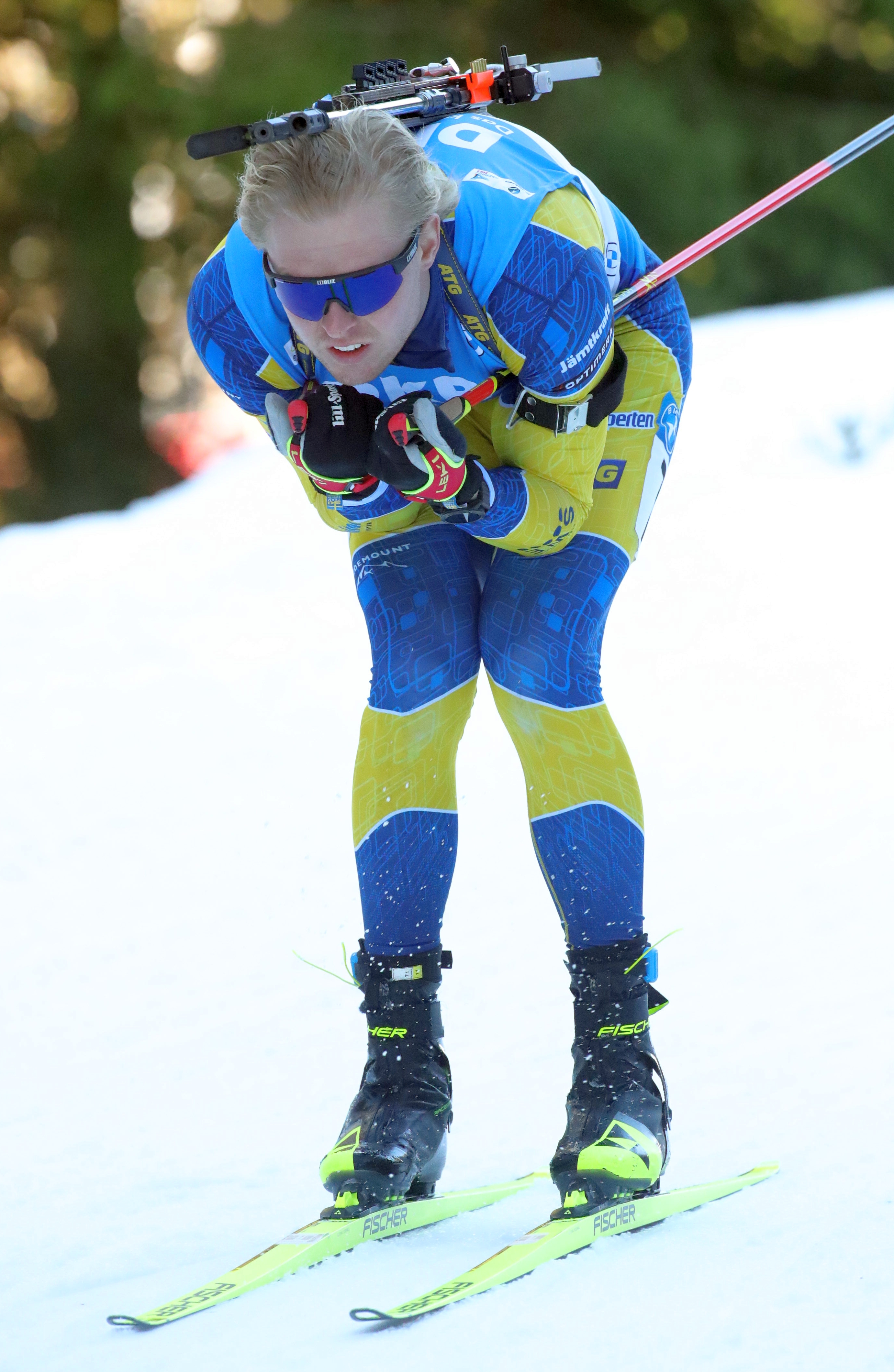
Nykvist bei der WM 2023

Nykvist lebt in seinem Geburtsort Sunne und am Biathlonstützpunkt in Östersund. Er ist mit seiner ehemaligen Teamkollegin Stina Nilsson in einer Beziehung.

## Statistiken

### Weltcupplatzierungen
Die Tabelle zeigt alle Platzierungen (je nach Austragungsjahr einschließlich Olympische Spiele und Weltmeisterschaften).
- 1.–3. Platz: Anzahl der Podiumsplatzierungen
- Top 10: Anzahl der Platzierungen unter den ersten zehn (einschließlich Podium)
- Punkteränge: Anzahl der Platzierungen innerhalb der Punkteränge (einschließlich Podium und Top 10)
- Starts: Anzahl gelaufener Rennen in der jeweiligen Disziplin
- Staffel: inklusive Mixed- und Single-Mixed-Staffeln

| Platzierung               | Einzel | Sprint | Verfolgung | Massenstart | Staffel | Gesamt |
| ------------------------- | ------ | ------ | ---------- | ----------- | ------- | ------ |
| 1. Platz                  |        |        |            |             |         |        |
| 2. Platz                  |        |        |            |             |         |        |
| 3. Platz                  |        |        |            |             |         |        |
| Top 10                    |        |        |            |             | 3       | 3      |
| Punkteränge               | 1      | 4      | 3          |             | 3       | 11     |
| Starts                    | 5      | 13     | 6          |             | 3       | 27     |
| Stand: Saisonende 2024/25 |        |        |            |             |         |        |

### Weltcupwertungen
Ergebnisse bei Weltcups (Disziplinen- und Gesamtweltcup) gemäß Punktesystem.
| Saison  | Einzel | Einzel | Sprint | Sprint | Verfolgung | Verfolgung | Massenstart | Massenstart | Gesamt | Gesamt |
| Saison  | Platz  | Punkte | Platz  | Punkte | Platz      | Punkte     | Platz       | Punkte      | Platz  | Punkte |
| ------- | ------ | ------ | ------ | ------ | ---------- | ---------- | ----------- | ----------- | ------ | ------ |
| 2022/23 | 62.    | 3      | 51.    | 23     | 74.        | 1          | –           | –           | 69.    | 27     |
| 2023/24 | –      | –      | 74.    | 2      | 56.        | 14         | –           | –           | 73.    | 16     |
| 2024/25 | –      | –      | 60.    | 14     | 53.        | 19         | –           | –           | 63.    | 33     |

### Biathlon-Weltmeisterschaften
Ergebnisse bei den Weltmeisterschaften:
| Weltmeisterschaften | Weltmeisterschaften | Einzelwettbewerbe | Einzelwettbewerbe | Einzelwettbewerbe | Einzelwettbewerbe | Staffelwettbewerbe | Staffelwettbewerbe | Staffelwettbewerbe |
| Jahr                | Ort                 | Einzel            | Sprint            | Verfolgung        | Massenstart       | Herrenstaffel      | Mixedstaffel       | S.-M.-Staffel      |
| ------------------- | ------------------- | ----------------- | ----------------- | ----------------- | ----------------- | ------------------ | ------------------ | ------------------ |
| 2023                | Oberhof             | 49.               | 84.               | –                 | –                 | –                  | –                  | –                  |

### Jugend-/Juniorenweltmeisterschaften
Nykvist nahm 2016 an den Jugend-, ab 2017 an den Juniorenwettkämpfen teil.
| Weltmeisterschaften | Weltmeisterschaften | Einzelwettbewerbe | Einzelwettbewerbe | Einzelwettbewerbe | Herrenstaffel |
| Jahr                | Ort                 | Einzel            | Sprint            | Verfolgung        | Herrenstaffel |
| ------------------- | ------------------- | ----------------- | ----------------- | ----------------- | ------------- |
| 2016                | Cheile Grădiștei    | 48.               | 26.               | 30.               | 11.           |
| 2017                | Osrblie             | 58.               | 59.               | 49.               | 11.           |
| 2018                | Otepää              | 18.               | 40.               | 30.               | 12.           |
| 2019                | Osrblie             | 19.               | 25.               | 26.               | 14.           |